# Uvaria doeringii
Uvaria doeringii är en kirimojaväxtart som beskrevs av Friedrich Ludwig Diels. Uvaria doeringii ingår i släktet Uvaria och familjen kirimojaväxter. Inga underarter finns listade i Catalogue of Life.